# Kungariket Jugoslaviens flagga

Kungariket Jugoslaviens flagga utan statsvapen.

Kungariket Jugoslaviens flagga användes officiellt i Kungariket Jugoslavien från år 1922 fram till axelmakternas ockupation 1941. Flaggan avskaffades dock officiellt 1945 då monarkin avskaffades. Flaggan utan Kungariket Jugoslaviens statsvapen är en kopia av den panslaviska flagga som användes vid den första kongressen i Prag 1848.